# Chuck Knoblauch
Edward Charles Knoblauch (né le 7 juillet 1968 à Houston, Texas, États-Unis) est un ancien joueur étoile des Ligues majeures de baseball. 
De 1991 à 2002, il a évolué pour les Twins du Minnesota, les Yankees de New York et les Royals de Kansas City, d'abord à la position de joueur de deuxième but, puis comme voltigeur de gauche à ses deux dernières saisons.
Sélectionné à quatre reprises pour le match des étoiles, il a fait partie de quatre clubs champions de la Série mondiale.

## Carrière

### Twins du Minnesota
Chuck Knoblauch est un choix de première ronde (25e joueur sélectionné au total) des Twins du Minnesota en 1989. Dès la saison 1991, il fait ses débuts dans les majeures et remporte le titre de recrue de l'année dans la Ligue américaine. 
Les Twins remportent le championnat de la division Ouest. Durant les éliminatoires, Knoblauch frappe bien, comme en font foi ses moyennes au bâton de ,350 en Série de championnat contre Toronto et de ,308 en Série mondiale, remportée par les Twins en sept parties sur les Braves d'Atlanta.
Knoblauch fait passer sa moyenne au bâton de ,281 à sa saison recrue à ,297 en 1992, méritant une première sélection pour le match des étoiles du baseball. Il joue pour les Twins durant sept saisons et conserve une moyenne offensive de ,304 en 1013 parties avec le club. Au cours de son séjour au Minnesota, il connaît trois saisons consécutives avec une moyenne offensive supérieure à ,300, culminant en 1996 avec une moyenne de ,341. Il domine la Ligue américaine pour les doubles avec 45 en 1994 et pour les triples avec 14 en 1996. Ajoutant trois invitations au match des étoiles (1994, 1996 et 1997), il voit son travail défensif au deuxième but être récompensé par un Gant doré en 1997. Il reçoit également le Bâton d'argent pour ses succès offensifs en 1995 et 1997.

### Yankees de New York
Le 6 février 1998, les Twins du Minnesota échangent Chuck Knoblauch aux Yankees de New York contre quatre joueurs et une somme d'argent. Les statistiques offensives de l'athlète du Texas n'égalent pas les sommets atteints avec sa première équipe, mais il est tout de même une part importante de la dynastie des Yankees, qui atteignent la Série mondiale durant 4 saisons consécutives (1998-2001).
Après s'être fait discret au bâton lors des premières séries éliminatoires auxquelles il participe avec les Yankees en 1998, Knoblauch connaît généralement du succès en matchs d'après-saison. New York remporte la Série mondiale trois années de file avant de s'incliner devant Arizona en 2001. Au cours de cette dernière finale, Knoblauch est cloué au banc lors du 7e match, après n'avoir frappé que pour ,056 dans les six parties précédentes.

### Défensive
Le joueur de deuxième but est muté au champ gauche en 2001 après avoir éprouvé des ennuis répétés en défensive. Autrefois réputé pour son efficacité au champ intérieur, Knoblauch se mit à multiplier les erreurs et les relais imprécis au premier coussin. Il commet un nombre anormalement élevé d'erreurs en 1999, avec 26. En 2000, un de ses lancers hors cible aboutit dans les gradins et atteint en plein visage la mère du journaliste Keith Olbermann. 
C'est aussi au champ extérieur qu'il jouera lors de sa dernière saison dans les majeures, passée en 2002 chez les Royals de Kansas City, avec qui il avait signé comme agent libre.

## Palmarès
- Recrue de l'année dans la Ligue américaine en 1991.
- Gagnant de 2 Bâtons d'argent (1995, 1997).
- Gagnant d'un Gant doré au deuxième but (1997).
- Sélectionné quatre fois pour le match des étoiles (1992, 1994, 1996, 1997).
- A participé à cinq Séries mondiales (1991, 1998-2001).
- Quatre fois champion de la Série mondiale (avec Minnesota en 1991 et avec New York en 1998, 1999 et 2000).
- A mené la Ligue américaine avec 45 doubles en 1994.
- A mené la Ligue américaine avec 14 triples en 1996.

Chuck Knoblauch a joué 1632 parties en 12 années dans les majeures, réussissant 1839 coups sûrs : 322 doubles, 64 triples et 98 coups de circuit. Il a produit 615 points, dont un sommet de 72 avec Minnesota en 1996. Il a croisé le marbre à 1132 reprises et conservé une moyenne au bâton de ,289. Il a également terminé sa carrière avec 407 buts volés, en réussissant 25 ou plus dans 10 de ses 12 saisons.
Knoblauch a vu son nom apparaître sur les bulletins de vote pour le Temple de la renommée du baseball en 2008 mais n'a pas réuni le nombre d'appuis nécessaires pour y être élu.

## Dopage
En décembre 2007, le nom de Chuck Knoblauch est apparu dans le rapport Mitchell, sur la consommation alléguée de drogues interdites dans les Ligues majeures de baseball. Selon le rapport, l'officier de police et entraîneur Brian McNamee affirma que Knoblauch s'était procuré de l'HGH (hormone de croissance) auprès de Kirk Radomski en 2001. McNamee prétend avoir injecté les hormones à Knoblauch entre 7 et 9 fois et affirme que l'ancien des Yankees se procurait le produit via son coéquipier de l'époque Jason Grimsley.

## Problèmes avec la justice
Le 29 septembre 2009, Chuck Knoblauch a été accusé d'avoir violenté son épouse quatre jours plus tôt à leur domicile de Houston.